# Walter Feiniler
Walter Feiniler (* 17. Februar 1968 in Speyer) ist ein deutscher Politiker (SPD); von 2014 bis 2016 war er Mitglied im Landtag von Rheinland-Pfalz.
Walter Feiniler besuchte die Schule in seiner Geburtsstadt und absolvierte bis 1986 eine kaufmännische Ausbildung, die er 1989 um einen Abschluss als Handelsfachwirt ergänzte. Anschließend war er als Vertriebsleiter tätig.
Feiniler trat 1984 in die SPD ein und bekleidete dort verschiedene Parteiämter. Dem Stadtrat von Speyer gehört er seit 2004 an, von 2012 bis 2021 als Fraktionsvorsitzender. Er rückte im Dezember 2014 für die ausgeschiedene Abgeordnete Friederike Ebli in den Landtag nach.